# Zdeněk Bezecný
Zdeněk Bezecný (ur. 1 grudnia 1971 w Czeskich Budziejowicach) – czeski historyk i polityk, deputowany do parlamentu Czech (2010-2017), związany z partią TOP 09.

## Życiorys
W 1994 ukończył studia z zakresu filologii czeskiej i historii na Wydziale Pedagogicznym Uniwersytetu Południowoczeskiego w Czeskich Budziejowicach i rozpoczął pracę na stanowisku asystenta w macierzystej uczelni. W 2002 obronił pracę doktorską na wydziale sztuki Uniwersytetu Masaryka w Brnie. Specjalizuje się w historii szlachty czasów nowożytnych, a także w historii Czech w XIX wieku. Pełnił funkcję prodziekana na Wydziale Sztuki Uniwersytetu Południowoczeskiego. Aktualnie (2023) pełni funkcję prorektora d.s. studiów i działalności twórczej Wyższej Szkoły Rzemiosła Artystycznego w Pradze.

## Kariera polityczna
Od 2009 związany z chrześcijańsko-demokratyczną partią KDU-ČSL, którą reprezentował w radzie miejskiej Czeskich Budziejowic (był także przewodniczącym komisji kultury w radzie miasta). Po przejściu do liberalnej partii TOP 09, objął w niej funkcję członka prezydium partii. W wyborach 2010 uzyskał mandat deputowanego do Izby Deputowanych, po raz kolejny uzyskał mandat w wyborach 2013. W wyborach, które odbyły się w 2017 nie uzyskał reelekcji. Jest członkiem Królewskiego Instytutu Nauk Politycznych.
Jest żonaty, ma dwoje dzieci.

## Publikacje
- 2000: Dáma z rajského ostrova (Sidonie Nádherná a její svět), Mladá fronta, Praha 2000 (współautor)
- 2001: Sidonie Nádherná z Borutína a její přátelé. K 50. výročí úmrtí Sidonie Nádherné, Praha 2001 (współautor)
- 2005: Příliš uzavřená společnost. Orličtí Schwarzenbergové a šlechtická společnost v Čechách v druhé polovině 19. a na počátku 20. století, České Budějovice 2005
- 2005: Dějiny každodennosti "dlouhého" 19. století II: Život všední i sváteční, Pardubice 2005 (współautor)